# Hypercompe scribonia
Hypercompe scribonia là một loài bướm đêm trong phân họ Arctiinae, họ Erebidae. Nó phân bố trên toàn miền Nam và Đông Hoa Kỳ từ New England đến Mexico. Tên gọi cũ nay đã lỗi thời Ecpantheria scribonia thỉnh thoảng vẫn được sử dụng.
Loài này có sải cánh dài 3 inch (gần 8 cm). Cánh của loài bướm này là màu trắng sáng với đốm đen. Chân của nó có dải màu đen và trắng. Con bướm trưởng thành chỉ hoạt động về đêm và thường không bay trước khi đêm xuống (Fullard & Napoleone 2001).

## Hình ảnh

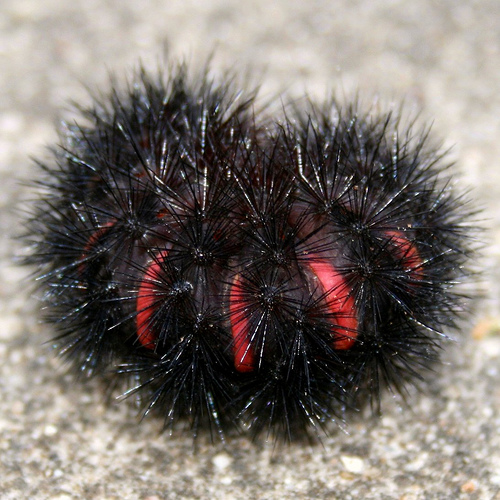
Sâu bướm
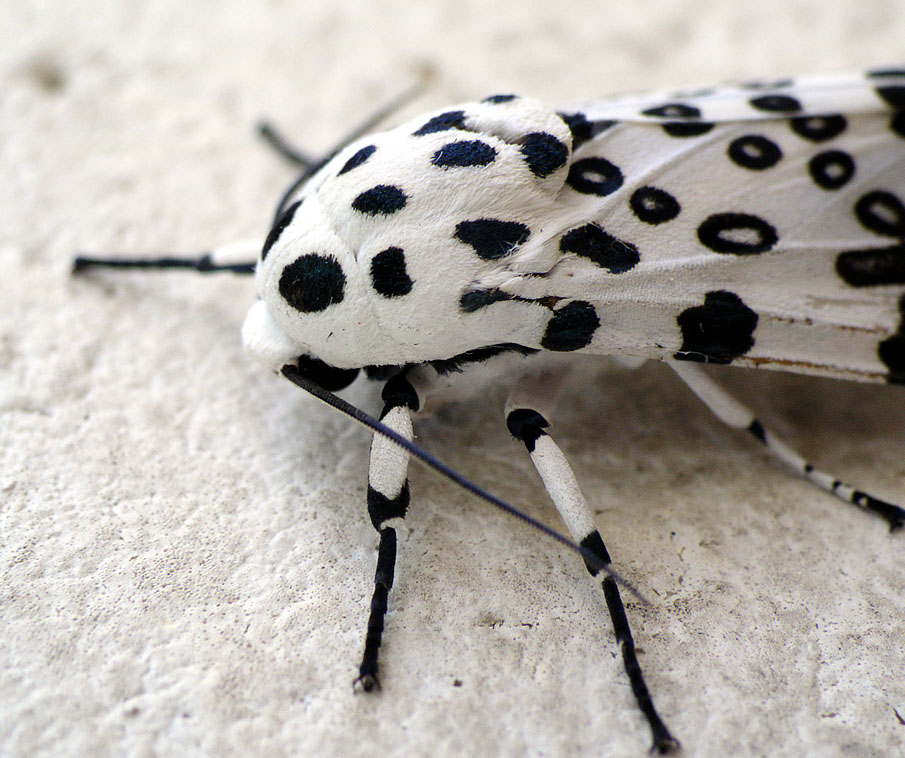
Chụp gần